# Brian Lawler
Brian Christopher Lawler (Memphis, Tennessee; 10 de enero de 1972-Memphis, Tennessee; 29 de julio de 2018) fue un luchador profesional estadounidense. Su mejor momento fue en la World Wrestling Entertainment, donde fue apodado Grand Master Sexay como parte del equipo Too Cool, con Scotty 2 Hotty y Rikishi. Además, es el hijo de Jerry «The King» Lawler y sobrino de Honky Tonk Man.

## Carrera

### United States Wrestling Association (1988-1997)
A principios de su carrera, peleó en la United States Wrestling Association bajo el nombre de "Too Sexy" Brian Christopher. Fue usado sobre todo como face y también alcanzó la fama como heel. Tuvo feudos con Jeff Jarrett, Jerry Lawler, Bill Dundee, Tom Prichard y los Moondogs. Sus compañeros fueron Tony Williams (como New Kids), Doug Gilbert, Scotty Flamingo y "Hot Stuff" Eddie Gilbert.

### World Wrestling Federation (1997-2001)
Brian firmó por la World Wrestling Federation en 1997, siendo conocido como Brian Christopher y completando la División Lightweight. Taka Michinoku le derrotó en las finales del torneo por el Campeonato Ligero de la WWF. Más tarde hizo equipo con Scott "Too Hot" Taylor formando el equipo Too much, . Esto duró hasta que se lesionó y se retiró durante tres meses, disolviéndose el equipo.
En 1999, Brian y Scott adoptaron los nombres de Grand Master Sexay y Scotty 2 Hotty respectivamente, llamando a su equipo Too Cool, al cual se unió más tarde Rikishi. Este equipo fue característico ya que sus miembros bailaban en el centro del ring con la canción de entrada de ellos. Este equipo empezó a pelearse en la Royal Rumble del 2000, cuando Brian y Scotty fueron tirados por Rikishi mientras estaban bailando, atacándoles a traición.Too Cool y Chyna derrotaron a The Radicalz en Wrestlemania 2000 Luego, se disolvió cuando Rikishi fue acusado de ser el quien atropelló a Stone Cold Steve Austin en Survivor Series de 1999.
Mientras que Scotty se retiró por lesión en 2001, Brian se unió a Steve Blackman, pero poco más tarde fue despedido por tomar drogas ilegales encontradas en su coche.

### World Wrestling All-Stars (2002)
En abril de 2002, Lawler peleó en un Fatal-4 Way por el WWA World Heavyweight Championship en un house show con la World Wrestling All-Stars, pero perdió ante Nathan Jones, Scott Steiner y Jeff Jarrett.

### Total Nonstop Action Wrestling (2002-2004)
Desde junio de 2002 hasta abril de 2004, trabajó para la TNA bajo su verdadero nombre. Formó un grupo llamado Next Generation con David Flair y Erik Watts. Tuvieron un feudo con Dusty Rhodes y le acosaron con una réplica del Campeonato Peso Pesado de la NWA.

### World Wrestling Entertainment/ WWE (2004, 2011, 2014)
En el año 2004, fue contratado de nuevo por la WWE para que fuera el coanunciador junto a Jim Ross y su padre, Jerry Lawler. Su regreso al ring lo hizo enfrentándose a Kane en la edición de Monday Night RAW del 12 de abril, perdiendo el combate. Fue despedido un mes después. Siete años después haría un nuevo regreso a la compañía unas semanas antes de Wrestlemania 27 pero solo para discutir con su padre junto con Michael Cole y ahí acabó todo.
El 6 de enero de 2014 Regresó a RAW, como parte del Old School, junto con Scotty2Hotty y Rikishi, venciendo a 3MB.
Brian Christopher y Scotty 2 hotty aparecieron en NXT Arrival donde fueron derrotados por The Ascension

### Circuitos independientes (2004-2018)
Peleó en varios circuitos independientes, incluyendo la Memphis Wrestling y compitió en la inaugural CT Cup de la promoción de Connecticut, NAWF.
También apareció en TV diciendo que la muerte de Chris Benoit y su familia podía estar vinculada a los esteroides. Brian Christopher y Rikishi formaron de nuevo Too Cool en el Hulkamania Tour, donde derrotaron a Orlando Jordan y Umaga. Además, el 4 de noviembre de 2010 ganó el Campeonato Sureño Peso Pesado de la Memphis Wrestling.

## Muerte
Fue arrestado en julio de 2018 por conducir en estado de ebriedad y evasión policíaca, esta era la cuarta vez que era detenido. Ya encarcelado, intentó suicidarse ahorcándose en su celda, sin embargo fue encontrado aún con vida. Fue declarado con muerte cerebral el 29 de julio de 2018.

## En lucha
- Movimientos Finales

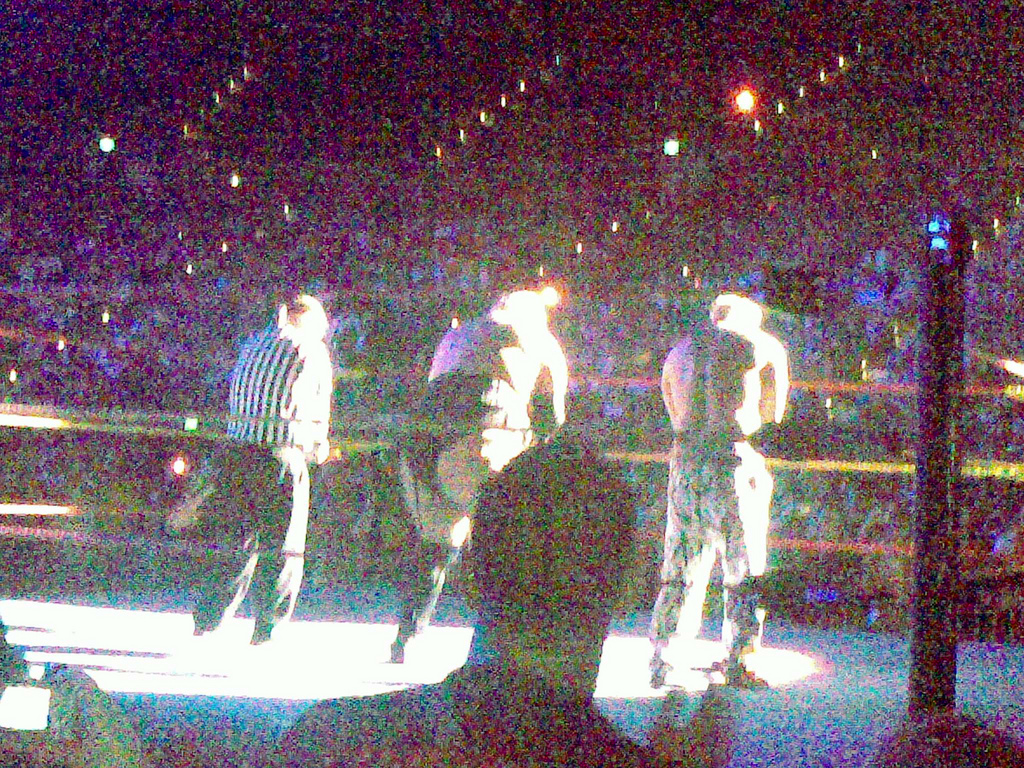
Lawler y Kishi bailando en el Hulkmania Tour.

  - Hiphop Drop / Tenesse Jam[3] (Diving leg drop, a veces a la nuca del oponente)
  - Sexay To Facebuster (Full nelson facebuster)

- Signature moves
  - Dropkick, a veces desde una posición elevada
  - Missile dropkick con burlas
  - Running superkick[4]
  - Running reverse STO[5]
  - Sitout powerbomb[6][7]
  - Snap powerbomb hacia fuera del ring[8][5]
  - Tornado DDT[5]
  - Vertical suplex[7]
  - Suicide dive[7]
  - Leg-feed Enzuigiri

- Mánagers
  - Nanny Simpson
  - Bert Prentice
  - Mike Samples
  - April Pennington
  - Kenny Bolin
  - Zeke Rivers

## Campeonatos y logros
- Hoosier Pro Wrestling

- HPW Tag-Team Championship (1 vez) - con Doug Gilbert

- Memphis Superstars of Wrestling

- MSW Junior Heavyweight Championship (1 vez)

- Memphis Wrestling

- Memphis Wrestling Southern Heavyweight Championship (1 vez, actual)
- Memphis Wrestling Television Championship (1 vez)

- NWA New South

- New South Heavyweight Championship (1 vez)

- Powerhouse Championship Wrestling

- PCW Light Heavyweight Championship (1 vez)

- Power Pro Wrestling

- PPW Television Championship (1 vez)

- United States Wrestling Association

- USWA Heavyweight Championship (17 veces)
- USWA Junior Heavyweight Championship (1 vez)
- USWA Southern Heavyweight Championship (8 veces)
- USWA Tag Team Championship (6 veces) - con Big Black Dog (1), Scotty Anthony (1), Jeff Jarrett (2), Eddie Gilbert (1) y Wolfie D (1)
- USWA Texas Heavyweight Championship (1 vez)

- World Wrestling Federation

- WWF Tag Team Championship (1 vez) - con Scotty 2 Hotty

- Pro Wrestling Illustrated

- PWI situado como el #367 de los 500 mejores luchadores individuales en el 2003.